# Sci alpino ai XIX Giochi olimpici invernali - Supergigante maschile
Tra le competizioni dello sci alpino ai XIX Giochi olimpici invernali di Salt Lake City 2002 il supergigante maschile si disputò sabato 16 febbraio sulla pista Grizzly di Snowbasin; il norvegese Kjetil André Aamodt vinse la medaglia d'oro, gli austriaci Stephan Eberharter e Andreas Schifferer rispettivamente quella d'argento e quella di bronzo.
Detentore uscente del titolo era l'austriaco Hermann Maier, che aveva vinto la gara dei XVIII Giochi olimpici invernali di Nagano 1998 disputata sul tracciato di Happo One precedendo il connazionale Hans Knauß e lo svizzero Didier Cuche (medaglia d'argento a pari merito); il campione mondiale in carica era lo statunitense Daron Rahlves, vincitore a Sankt Anton am Arlberg 2001 davanti a Eberharter e Maier.

## Risultati
| Pos. | Pett. | Atleta                          | Nazione       | Tempo   | Distacco |
| ---- | ----- | ------------------------------- | ------------- | ------- | -------- |
| 1    | 3     | Kjetil André Aamodt             | Norvegia      | 1:21,58 |          |
| 2    | 7     | Stephan Eberharter              | Austria       | 1:21,68 | +0,10    |
| 3    | 11    | Andreas Schifferer              | Austria       | 1:21,83 | +0,25    |
| 4    | 10    | Fritz Strobl                    | Austria       | 1:21,92 | +0,34    |
| 5    | 15    | Bjarne Solbakken                | Norvegia      | 1:22,10 | +0,52    |
| 6    | 13    | Didier Défago                   | Svizzera      | 1:22,27 | +0.69    |
| 7    | 8     | Christoph Gruber                | Austria       | 1:22,35 | +0,77    |
| 8    | 4     | Daron Rahlves                   | Stati Uniti   | 1:22,48 | +0,90    |
| 9    | 33    | Thomas Vonn                     | Stati Uniti   | 1:23,22 | +1,64    |
| 10   | 1     | Paul Accola                     | Svizzera      | 1:23,33 | +1,75    |
| 11   | 25    | Patrik Järbyn                   | Svezia        | 1:23,40 | +1,82    |
| 12   | 28    | Tobias Grünenfelder             | Svizzera      | 1:23,43 | +1,85    |
| 13   | 2     | Marco Büchel                    | Liechtenstein | 1:23,52 | +1,94    |
| 13   | 30    | Gregor Šparovec                 | Slovenia      | 1:23,52 | +1,94    |
| 15   | 20    | Sébastien Fournier-Bidoz        | Francia       | 1:23,82 | +2,24    |
| 15   | 29    | Jernej Koblar                   | Slovenia      | 1:23,82 | +2,24    |
| 17   | 22    | Roland Fischnaller              | Italia        | 1:23,87 | +2,29    |
| 18   | 18    | Patrick Staudacher              | Italia        | 1:23,95 | +2,37    |
| 19   | 14    | Kenneth Sivertsen               | Norvegia      | 1:24,16 | +2,58    |
| 20   | 23    | Christophe Saioni               | Francia       | 1:24,28 | +2,70    |
| 21   | 17    | Andrej Jerman                   | Slovenia      | 1:24,35 | +2,77    |
| 22   | 16    | Max Rauffer                     | Germania      | 1:24,54 | +2,96    |
| 23   | 40    | Pavel Šestakov                  | Russia        | 1:25,16 | +3,58    |
| 24   | 43    | Petr Záhrobský                  | Rep. Ceca     | 1:25,67 | +4,09    |
| 25   | 34    | Scott Macartney                 | Stati Uniti   | 1:25,80 | +4,22    |
| 26   | 24    | Kurt Sulzenbacher               | Italia        | 1:26,44 | +4,86    |
| 27   | 39    | Craig Branch                    | Australia     | 1:27,15 | +5,57    |
| 28   | 42    | Ivan Heimschild                 | Slovacchia    | 1:27,74 | +6,16    |
| 29   | 53    | Mikola Skrjabin                 | Ucraina       | 1:27,84 | +6,26    |
| 30   | 45    | Nicolás Arsel                   | Argentina     | 1:28,55 | +6,97    |
| 31   | 50    | Duncan Grob                     | Cile          | 1:30,35 | +8,77    |
| 32   | 52    | Agustín García                  | Argentina     | 1:30,59 | +9,01    |
| 33   | 54    | Patrick-Paul Schwarzacher-Joyce | Irlanda       | 1:31,30 | +9,72    |
| 34   | 56    | Péter Vincze                    | Ungheria      | 1:50,40 | +28,82   |
|      | 6     | Fredrik Nyberg                  | Svezia        | DNF     | DNF      |
|      | 9     | Lasse Kjus                      | Norvegia      | DNF     | DNF      |
|      | 12    | Alessandro Fattori              | Italia        | DNF     | DNF      |
|      | 19    | Claude Crétier                  | Francia       | DNF     | DNF      |
|      | 21    | Darin McBeath                   | Canada        | DNF     | DNF      |
|      | 26    | Jürgen Hasler                   | Liechtenstein | DNF     | DNF      |
|      | 31    | Marco Sullivan                  | Stati Uniti   | DNF     | DNF      |
|      | 32    | Thomas Grandi                   | Canada        | DNF     | DNF      |
|      | 36    | Michael Riegler                 | Liechtenstein | DNF     | DNF      |
|      | 37    | Borek Zakouřil                  | Rep. Ceca     | DNF     | DNF      |
|      | 38    | Ed Podivinsky                   | Canada        | DNF     | DNF      |
|      | 41    | Andrej Filičkin                 | Russia        | DNF     | DNF      |
|      | 44    | Yasuyuki Takishita              | Giappone      | DNF     | DNF      |
|      | 46    | Mikael Gayme                    | Cile          | DNF     | DNF      |
|      | 48    | Sergej Komarov                  | Russia        | DNF     | DNF      |
|      | 49    | Maui Gayme                      | Cile          | DNF     | DNF      |
|      | 51    | Vassilis Dimitriadis            | Grecia        | DNF     | DNF      |
|      | 55    | Andrej Drygin                   | Tagikistan    | DNF     | DNF      |
|      | 5     | Didier Cuche                    | Svizzera      | DSQ     | DSQ      |
|      | 27    | Peter Pen                       | Slovenia      | DSQ     | DSQ      |
|      | 35    | AJ Bear                         | Australia     | DSQ     | DSQ      |
|      | 47    | Ondřej Bank                     | Rep. Ceca     | DNS     | DNS      |

Legenda:

DNF = prova non completata

DSQ = squalificato

DNS = non partito

Pos. = posizione

Pett. = pettorale
Ore: 10.00 (UTC-7)

Pista: Grizzly

Partenza: 2 596 m s.l.m.

Arrivo: 1 948 m s.l.m.

Lunghezza: 2 018 m

Dislivello: 648 m

Porte: 40

Tracciatore: Fritz Züger (Svizzera)